# Thomas Schäffer

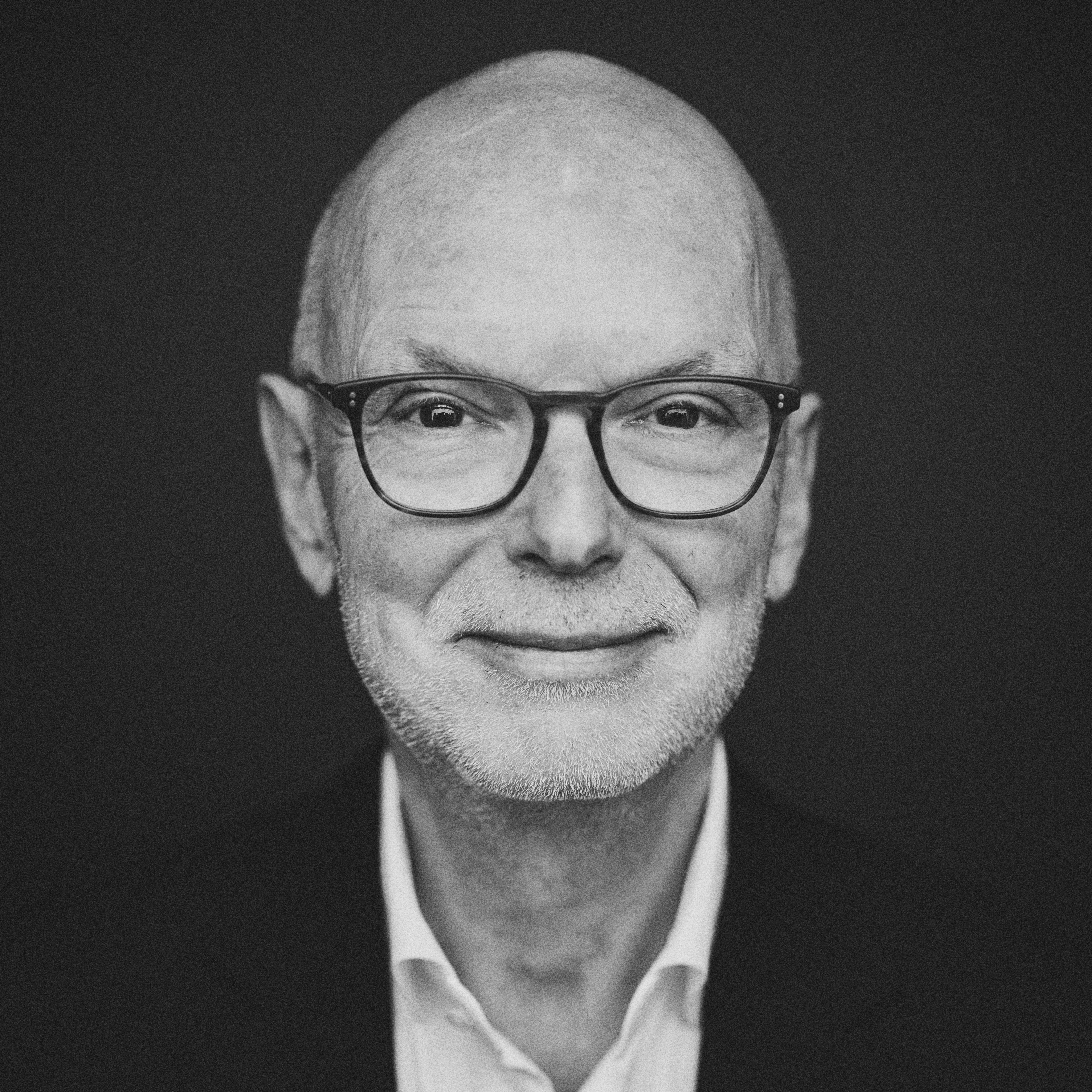
Thomas Schäffer (2025)

Thomas Schäffer (* 1957 in Düsseldorf) ist ein deutscher Kultur- und Medienmanager, Autor und Musiker.

## Leben
Thomas Schäffer beendete 1985 ein Musikstudium mit dem Diplom der künstlerischen Abschlussprüfung und setzte später seine Ausbildung mit einem Studium im Bereich Kulturmanagement fort, das er 1992 mit einem Diplom abschloss. Im Jahr 2011 erwarb er einen Masterabschluss im Fach Business Consulting.
In den 1990er Jahren war er als Unternehmensberater für die Bertelsmann Stiftung tätig, wo er unter anderem die Gründung der Medienakademie Köln mitbetreute. Von 2001 bis Februar 2025 übernahm er die Geschäftsführung der Film- und Mediengesellschaft nordmedia. Dort verantwortete er die Förderung von Film-, TV- und Medienprojekten sowie die Entwicklung der Medienlandschaft in Niedersachsen und Bremen.

## Publikationen (Auswahl)

### Schriften zur Instrumentalpädagogik
- Studien für den Gitarristen: Bewegungsübungen für die rechte Hand. Band 1. Verlag Hubertus Nogatz, Düsseldorf 1987
- Angst im Instrumentalunterricht. Verlag Hubertus Nogatz, Düsseldorf 1989

### Schriften zu Moderation und Beratung
- Dramaturgie in moderierten Sitzungen. Europäischer Hochschulverlag, Bremen 2012, ISBN 978-3-86741-773-0
- Leitbildentwicklung als Beratungsprozess in Unternehmen der Kultur- und Kreativwirtschaft. Europäischer Hochschulverlag, Bremen 2012, ISBN 978-3-86741-801-0

### CD-Einspielungen
- Heitor Villa-Lobos, Edition Violet, Bretzfeld-Schabbach, 2001
- Regenklang, Edition Violet, Bretzfeld-Schabbach, 2002